# ランシング駅
ランシング駅（ランシングえき、英語: Lancing railway station）は、英国ウェスト・サセックス州ランシングにあるウェスト・コーストウェイ線の鉄道駅。ゴヴィア・テムズリンク・レールウェイがサザン、テムズリンクの2ブランドで列車を運行している。1845年11月24日開業。

## 運行形態
平日オフピークの列車運行頻度は以下の通り。
オフピーク時はサザンのみで運行され、ピーク時にはテムズリンクがリトルハンプトン〜ベッドフォード間で列車を運行している。
- ロンドン・ヴィクトリア行き：毎時1本
- ブライトン行き：毎時4本（うち2本は快速）
- ウェスト・ワージング行き：毎時2本
- リトルハンプトン行き：毎時1本
- ポーツマス・ハーバー行き：毎時1本
- サウサンプトン中央行き：毎時1本

## 駅構造
相対式ホームを持つ地上駅。両方のホームに改札口が設けられ、ホーム間は改札内の跨線橋で渡ることができる。

### のりば
| のりば | 路線           | 方向 | 行先                                             |
| ------ | -------------- | ---- | ------------------------------------------------ |
| 1      | ■ サザン       | 上り | ブライトン・ロンドン（ヴィクトリア）方面         |
| 1      | ■ テムズリンク | 上り | ロンドン（ブリッジ）・ベッドフォード方面         |
| 2      | ■ サザン       | 下り | リトルハンプトン・ポーツマス・サウサンプトン方面 |
| 2      | ■ テムズリンク | 下り | リトルハンプトン方面                             |

## 隣の駅
ナショナル・レール
■ サザン（ゴヴィア・テムズリンク・レールウェイ）
ショアハム＝バイ＝シー駅 - ランシング駅 - イースト・ワージング駅
■ テムズリンク（ゴヴィア・テムズリンク・レールウェイ）
ショアハム＝バイ＝シー駅 - ランシング駅 - ワージング駅